# Asteroidi troiani di Giove
Il campo gravitazionale di Giove, insieme a quello del Sole, controlla un sistema di asteroidi, detti asteroidi troiani, situati in corrispondenza di alcuni punti di equilibrio del sistema gravitazionale Sole-Giove, i punti di Lagrange, in cui è nulla la risultante tra l'attrazione gravitazionale complessiva esercitata da questi due corpi celesti e la forza centrifuga apparente. In particolare, il maggiore addensamento di asteroidi si ha in corrispondenza dei punti L4 ed L5 (che, rispettivamente, precede e segue di 60° Giove nel suo tragitto orbitale), poiché il triangolo di forze con vertici Giove-Sole-L4 oppure Giove-Sole-L5 permette ad essi di avere un'orbita stabile. Gli asteroidi troiani si distribuiscono in due regioni oblunghe e curve attorno ai punti lagrangiani, e possiedono orbite attorno al Sole con semiasse maggiore medio di circa 5,2 UA.
Il primo asteroide troiano, 588 Achilles, fu scoperto nel 1906 da Max Wolf;  al 2011 se ne conoscono 4.916, ma si ritiene che il numero di troiani più grandi di 1 km sia dell'ordine del milione, quasi uguale a quello previsto per gli asteroidi più grandi di 1 km della fascia principale. Come accade nella maggior parte delle cinture asteroidali, i troiani costituiscono delle famiglie.
I nomi degli asteroidi troiani di Giove derivano da quelli degli eroi che, secondo la mitologia greca, presero parte alla Guerra di Troia; i troiani di Giove si dividono in due gruppi principali: il campo greco (o gruppo di Achille), posto sul punto L4, in cui gli asteroidi hanno i nomi degli eroi greci, e il campo troiano (o gruppo di Patroclo), sul punto L5, i cui asteroidi hanno il nome degli eroi troiani. Tuttavia, alcuni asteroidi non seguono questo schema: 617 Patroclus e 624 Hektor vennero denominati prima che venisse scelto di operare questa divisione; di conseguenza, un eroe greco appare nel campo troiano e un eroe troiano si trova nel campo greco.

## Storia delle osservazioni

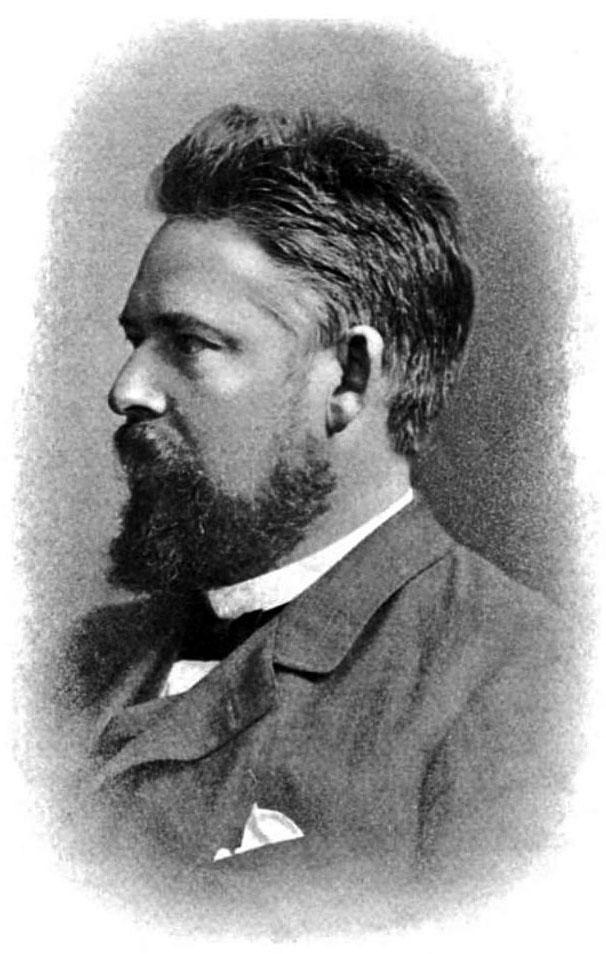
Fotografia del 1890 di Max Wolf, lo scopritore del primo asteroide troiano effettivamente riconosciuto tale.

Nel 1772 il matematico Joseph-Louis Lagrange, nei suoi studi concernenti il problema dei tre corpi ristretto, predisse che un piccolo corpo, che condivide la propria orbita con un pianeta, ma giace in un punto posto 60° davanti o dietro di esso lungo il suo tragitto orbitale, risulta vincolato nei pressi di uno di questi punti; il corpo così intrappolato libra lentamente attorno al punto esatto di equilibrio seguendo una traiettoria a ferro di cavallo. Questi punti, rispettivamente quello anteriore e quello posteriore, sono detti punti lagrangiani L4 ed L5. Fu però necessario attendere più di un secolo prima che venisse scoperto il primo asteroide posto in un punto lagrangiano.

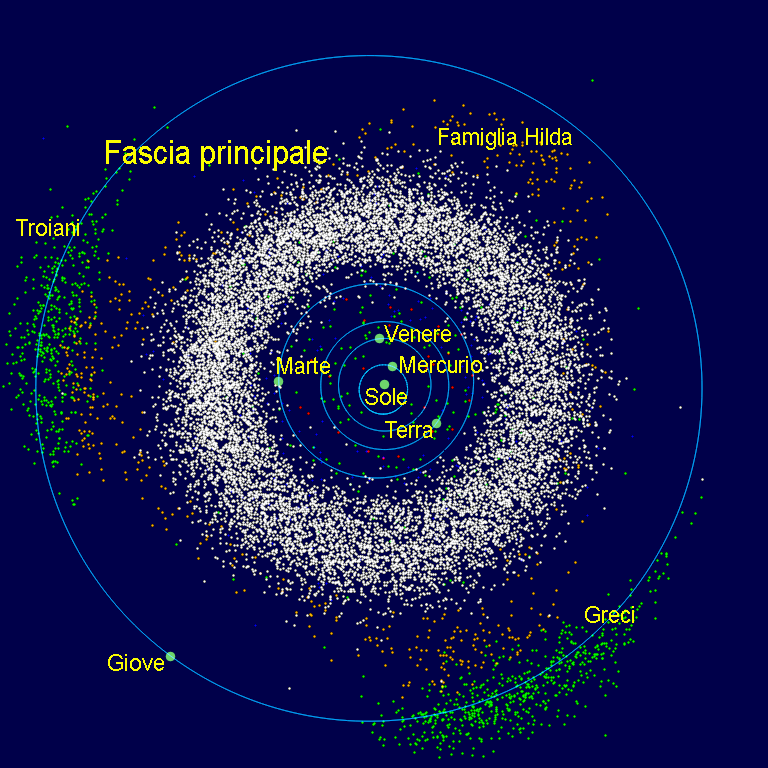
La posizione degli asteroidi troiani (colorati in verde) rispetto all'orbita di Giove; si noti anche la fascia principale, tra le orbite di Marte e Giove (in bianco), e la famiglia Hilda (marrone).

Edward Emerson Barnard compì la prima osservazione registrata di quello che poi verrà riconosciuto come un asteroide troiano, 12126 Chersidamas, nel 1904, ma il significato dell'osservazione non fu, al tempo, compreso. Barnard era infatti convinto di aver osservato o il satellite di Saturno Febe, che allora si trovava ad appena due minuti d'arco di distanza dall'oggetto osservato, o una stella. L'identità dell'oggetto non fu appurata con certezza finché non venne ricostruita la sua orbita nel 1999.
La prima scoperta effettiva di un asteroide troiano venne effettuata nel febbraio 1906, quando l'astronomo tedesco Max Wolf, dell'Osservatorio di Heidelberg-Königstuhl, scoprì un asteroide, in seguito denominato 588 Achilles, nei pressi del punto L4 del sistema Sole-Giove; nel 1906–1907 furono scoperti altri due troiani da parte di August Kopff, rinominati Hektor e Patroclus. Hektor, come Achilles, era situato in corrispondenza del punto L4, mentre Patroclus fu il primo asteroide scoperto nei pressi del punto L5. Fino al 1938 furono scoperti altri 11 troiani, mentre ne furono scoperti altri tre al 1961. A giugno 2011 sono stati scoperti 3117 troiani in corrispondenza del punto L4 e 1624 presso L5, ma il tasso delle scoperte cresce rapidamente con il progredire della qualità delle strumentazioni a disposizione: nel gennaio 2000, infatti, si conoscevano in totale solamente 257 troiani, mentre al maggio 2003 il numero era cresciuto a 1600.

## Nomenclatura
I nomi degli asteroidi troiani di Giove derivano da quelli degli eroi che, secondo la mitologia greca, presero parte alla Guerra di Troia; questo sistema di nomenclature fu ideato dall'astronomo austriaco Johann Palisa, che fu il primo a calcolare con accuratezza le loro orbite. Gli asteroidi posti in corrispondenza di L4 prendono il loro nome dagli eroi tra le file dei Greci (campo greco o gruppo di Achilles, dal maggiore dei membri), mentre quelli di L5 prendono il nome degli eroi Troiani (campo troiano o gruppo di Patroclus). Tuttavia, alcuni asteroidi non seguono questo schema di nomenclature: 617 Patroclus venne denominato prima che venisse sancita la divisione tra campo greco e campo troiano, così che l'eroe greco amico di Achille appare nel campo troiano; allo stesso modo, nel campo greco è presente un asteroide, 624 Hektor, che prende il nome dal famoso eroe troiano.

## Numeri e massa
Le stime sul numero totale dei troiani sono basate su indagini approfondite di porzioni relativamente limitate di cielo. Si ritiene che il numero di oggetti presenti in L4 sia compreso tra le 160.000 e 240.000 unità per quanto riguarda gli oggetti di dimensioni superiori a 2 km, e ammonti a circa 600.000 per i corpi più grandi del chilometro; ipotizzando, secondo le stime, che in L5 sia presente un numero equivalente di oggetti simili, il numero complessivo degli asteroidi troiani supererebbe il milione, un numero raffrontabile con quello degli asteroidi della fascia principale. La massa totale dei troiani è stimata in 0,0001 masse terrestri, un quinto della massa totale della fascia principale.

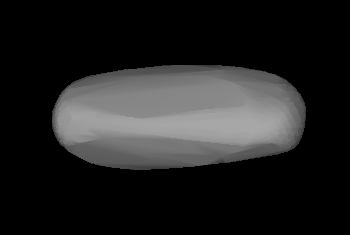
Modello di 624 Hektor, il più grande dei troiani di Giove.

Due studi recenti indicano però che le cifre sopra riportate potrebbero sovrastimare il numero dei troiani di diversi ordini di grandezza; tale sovrastima sarebbe imputabile: (1) all'assunto che tutti i troiani avrebbero una bassa albedo – circa 0,04 –, mentre i corpi più piccoli potrebbero in realtà avere un'albedo media di almeno 0,12; (2) ad un errore nel considerare la distribuzione dei troiani nel cielo. Sulla base delle nuove stime, il numero complessivo dei troiani di diametro maggiore di 2 km equivarrebbe a 6,3 ± 1,0 × 104 in L4 e a 3,4 ± 0,5 × 104 in L5, cifre che potrebbero essere ridimensionate di un fattore 2 qualora i troiani più piccoli fossero più riflettenti degli asteroidi maggiori. Tali dati rispecchiano una disparità di distribuzione degli asteroidi tra i due gruppi: infatti, il numero di troiani scoperti in L4 è superiore a quello in L5; tuttavia, dal momento che il numero dei troiani più brillanti mostra delle minime variazioni tra le due popolazioni, tale disparità sarebbe da imputarsi ad errori sistematici nelle rilevazioni. Alcuni modelli dinamici sembrano inoltre indicare una maggiore stabilità del gruppo in L4 rispetto a quello in L5, il che potrebbe giustificare la differente distribuzione degli oggetti.
Il più grande dei troiani di Giove è 624 Hektor, che ha un raggio medio di 101,5 ± 1,8 km. Gli asteroidi di grandi dimensioni sono solamente una piccola parte rispetto alla popolazione totale; prendendo in considerazione le dimensioni, si nota che il numero di troiani cresce velocemente al diminuire delle dimensioni sino a 84 km, molto più grandi di media rispetto a quelli della fascia principale. Il diametro di 84 km corrisponde alla magnitudine assoluta 9,5, assumendo un'albedo di 0,04. Considerando diametri compresi tra 4,4 e 40 km, la distribuzione delle dimensioni dei troiani ricalca invece quella della fascia principale. La mancanza di dati significa che non si conosce nulla sulle masse dei troiani più piccoli; questa distribuzione induce a ritenere che i più piccoli troiani derivino da collisioni tra i troiani più grandi.

## Parametri orbitali

Animazione dell'orbita di 624 Hektor (in blu) sovrapposta all'orbita di Giove (in rosso).

I troiani di Giove hanno orbite con raggi compresi tra 5,05 e 5,35 UA (di media, 5,2 ± 0,15 UA), e sono distribuiti attorno a regioni oblunghe e curve presso i due punti lagrangiani; ciascun gruppo si estende per circa 26° lungo l'orbita di Giove, equivalenti a circa 2,5 UA. Lo spessore dei gruppi è approssimativamente uguale a due raggi di Hill, che, nel caso di Giove, equivalgono a circa 0,6 UA. La gran parte dei troiani di Giove possiede delle ampie inclinazioni orbitali (oltre 40°) rispetto al piano orbitale di Giove.
I troiani non mantengono una separazione fissa dal pianeta: infatti, essi librano lentamente attorno ai rispettivi punti di equilibrio, muovendosi periodicamente da o verso il pianeta. I troiani in genere seguono delle orbite a ferro di cavallo attorno ai propri punti lagrangiani; il periodo medio della librazione si aggira sui 150 anni. L'ampiezza della librazione (lungo l'orbita gioviana) varia da 0,6° a 88°, con una librazione media di circa 33°. Le simulazioni mostrano che i troiani possono seguire delle traiettorie a ferro di cavallo più complesse spostandosi da un punto lagrangiano all'altro, anche se attualmente non sono state individuate tracce di questo moto tra gli asteroidi.

### Famiglie collisionali e asteroidi binari
L'individuazione di famiglie collisionali all'interno dei troiani è più difficoltosa che nella fascia principale a causa del fatto che i troiani sono vincolati all'interno di una fascia più stretta di possibili posizioni rispetto alla fascia principale; questo sta a significare che le singole famiglie di asteroidi tendono a sovrapporsi e a fondersi con il gruppo complessivo. Tuttavia sino al 2003 sono state individuate all'incirca una dozzina di famiglie collisionali; si tratta di famiglie più esigue rispetto a quelle della fascia principale: il gruppo di 1647 Menelaus, il più cospicuo, consiste infatti di appena otto membri.
Tra i troiani è stato identificato un solo asteroide binario, 617 Patroclus; l'orbita della componente secondaria dell'asteroide è molto stretta, solamente 650 km contro i 35.000 km della sfera di Hill della componente primaria. Si ritiene che anche 624 Hektor possa essere un asteroide binario, presumibilmente a contatto.

## Caratteristiche fisiche
I troiani di Giove sono degli oggetti scuri di dimensioni irregolari. La loro albedo geometrica varia generalmente tra il 3 e il 10%, con valori medi che si aggirano sui 0,056 ± 0,003; l'asteroide con la più alta albedo (0,18) è 4709 Ennomos. Tuttavia, si sa molto poco circa le masse, la composizione chimica, la rotazione o altri parametri fisici degli asteroidi troiani di Giove.

### Rotazione
Le proprietà rotazionali dei troiani non sono ancora ben note. L'analisi delle curve di luce di 72 troiani hanno permesso di ricavare un periodo di rotazione medio di circa 11,2 ore, mentre, per raffronto, il periodo di rotazione medio nella fascia principale è di 10,6 ore. La distribuzione dei periodi di rotazione dei troiani sembra ricalcare approssimativamente la distribuzione di Maxwell, mentre la medesima distribuzione nella fascia principale è risultata essere non-maxwelliana, con un deficit di asteroidi con periodi rotatori compresi tra 8 e 10 ore. La distribuzione maxwelliana dei periodi di rotazione dei troiani potrebbe indicare che gli asteroidi abbiano subito un'evoluzione caratterizzata da eventi collisionali più frequenti rispetto a quelli della fascia principale.

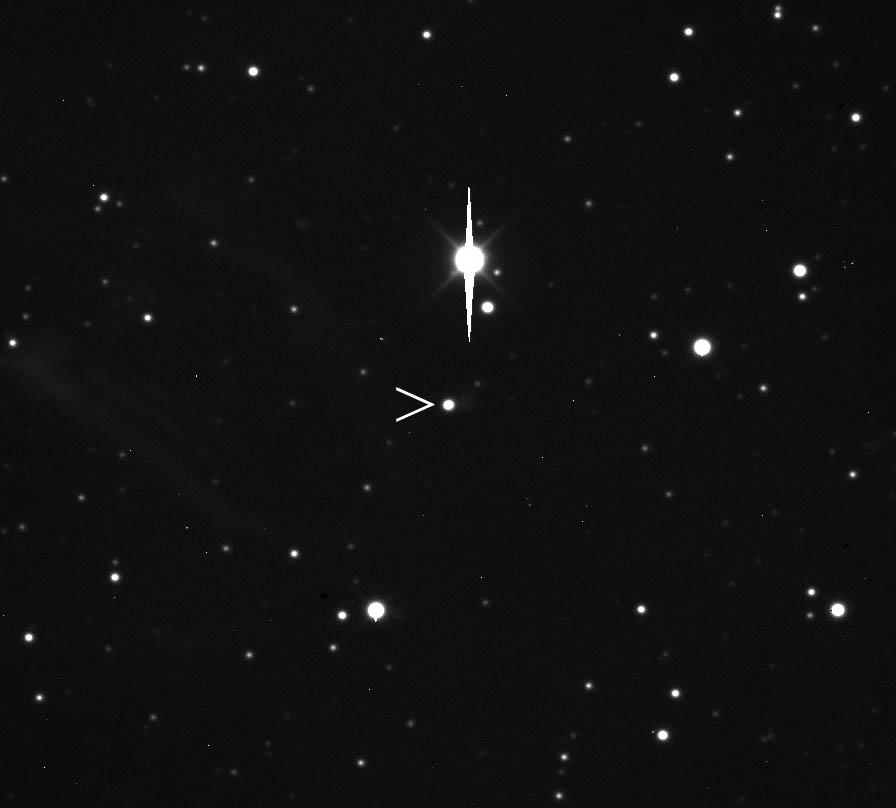
Un'immagine, frutto di un'esposizione di 8 minuti attraverso un telescopio da 24", di 624 Hektor.

Nel 2008 un gruppo di astronomi del Calvin College ha analizzato le curve di luce di un campione di dieci troiani a bassa inclinazione orbitale, e trovò che il periodo di spin medio si aggirava sulle 18,9 ore; questo valore era significativamente più basso del valore riscontrato in asteroidi della fascia principale di dimensioni simili (11,5 ore). Tale differenza potrebbe significare che i troiani possiedono una densità media più bassa, il che potrebbe implicare che essi si siano formati nella fascia di Kuiper (a tal proposito, si veda il paragrafo Origine ed evoluzione).

### Composizione
Dal punto di vista spettroscopico, i troiani di Giove sono per la maggior parte asteroidi di tipo D, tipologia che predomina nelle regioni esterne della fascia principale; una piccola parte sono invece classificati come asteroidi di tipo P o C, i cui spettri tendono al rosso (ovvero, riflettono la luce a lunghezze d'onda ampie) oppure appaiono neutri e privi di formazioni. Non è stata riscontrata con assoluta certezza, al 2008, la presenza di acqua, composti organici o altre specie chimiche, anche se l'insolitamente alta albedo di 4709 Ennomos è stata imputata alla presenza di ghiaccio d'acqua. Inoltre, un discreto numero di altri troiani, come 911 Agamemnon e 617 Patroclus, hanno mostrato delle debolissime linee di assorbimento alle lunghezze d'onda di 1,7 e 2,3 µm, che potrebbe indicare la presenza di sostanze organiche. Gli spettri dei troiani sono simili a quelli dei satelliti irregolari di Giove e, per estensione, ai nuclei cometari, anche se i troiani sono spettralmente molto differenti dai più rossi oggetti della fascia di Kuiper. Lo spettro di un troiano può essere ricondotto a un miscuglio di ghiaccio d'acqua, una grande quantità di materiale ricca in carbonio (simile al carbone vegetale) e possibilmente silicati ricchi in magnesio. La composizione della popolazione dei troiani sembra essere uniforme, con poche o nulle differenze tra i due gruppi principali (campo greco e campo troiano).
Un gruppo di astronomi dell'Osservatorio Keck nelle Hawaii ha annunciato nel 2006 di aver misurato la densità di 617 Patroclus, che è risultata inferiore a quella del ghiaccio (0,8 × 10³ kg m−3), inducendo ad ipotizzare che l'oggetto, e con probabilità anche molti altri troiani, assomigliasse in maniera più netta alle comete o agli oggetti della fascia di Kuiper in dimensioni e composizione—ghiaccio d'acqua con uno strato di polveri—piuttosto che agli asteroidi della fascia principale. Al contrario, la densità misurata per 624 Hektor a partire dalla sua curva di luce rotazionale (2,480 × 10³ kg m−3) è significativamente più alta di quella di 617 Patroclus; tale differenza di densità è sconcertante ed indica che la densità non potrebbe essere un buon indicatore dell'origine di un asteroide.

## Origine ed evoluzione

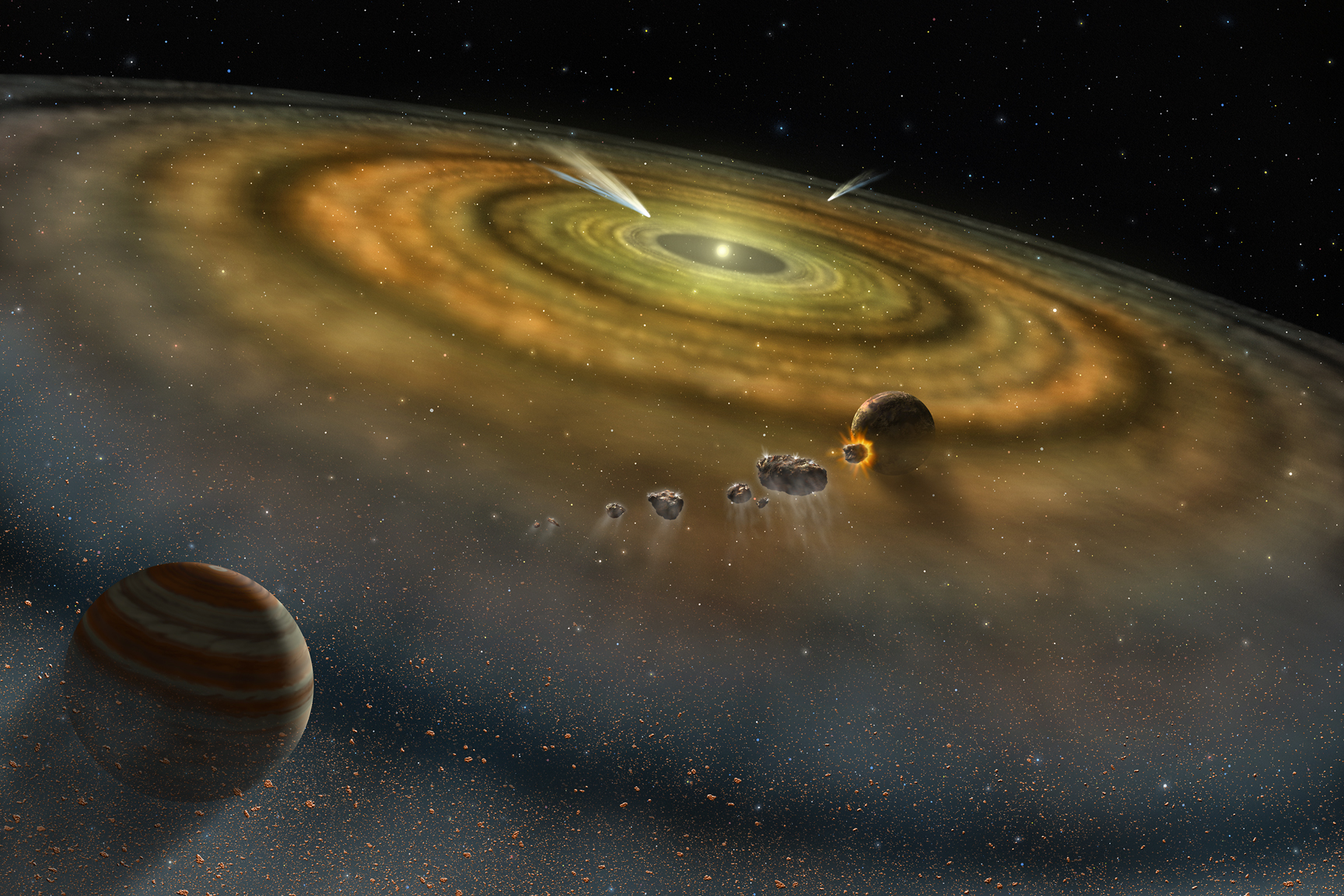
Rappresentazione artistica del disco di gas e polveri che circonda un sistema planetario in formazione.

Sono state formulate due principali teorie in merito alla formazione e all'evoluzione degli asteroidi troiani.
La prima ipotizza che i troiani si siano formati nella medesima regione del sistema solare primordiale in cui era in formazione Giove. Durante le ultime fasi del suo processo di formazione, il pianeta ha subito un importante incremento della sua massa grazie all'accrescimento, su un primitivo embrione planetario, di grandi quantità di idrogeno ed elio presenti nella nebulosa solare; durante questa fase di crescita, che sarebbe durata qualche migliaio di anni, la massa di Giove sarebbe cresciuta di un fattore dieci. I planetesimi posti in un'orbita prossima a quella del gigante gassoso in formazione avrebbero subito un processo di cattura da parte della crescente gravità del pianeta; questo meccanismo fu talmente efficiente che circa il 50% di tutti i planetesimi residui furono catturati. Quest'ipotesi presenta però due importanti problemi: il numero di corpi intrappolati secondo il modello eccede di quattro ordini di grandezza la popolazione di troiani osservata, e gli attuali troiani hanno delle inclinazioni orbitali ben più grandi di quelle predette dal modello della cattura. Le simulazioni computerizzate di questo scenario mostrano inoltre che tali meccanismi avrebbero inibito la formazione di un simile sistema di troiani attorno a Saturno, dato effettivamente confermato dall'osservazione: infatti, sino ad ora non è stata rilevata la presenza nell'orbita di Saturno di alcun asteroide troiano.
La seconda teoria, che rientra nell'ambito del modello Nizza, propone che i troiani siano stati catturati durante la fase di migrazione planetaria, che sarebbe avvenuta circa 500–600 milioni di anni dopo la formazione del sistema solare quando Giove e Saturno instaurarono una risonanza orbitale 1:2. Durante questo processo, Urano, Nettuno e in un certo qual modo lo stesso Saturno sarebbero stati sospinti verso le regioni più esterne del sistema solare, mentre Giove avrebbe subito un leggero spostamento verso il sistema solare interno. La migrazione dei pianeti giganti ha avuto come effetto una destabilizzazione della fascia di Kuiper, che all'epoca era più densa di oggetti e si trovava più internamente, scagliando nel sistema solare interno milioni di corpi minori; inoltre, la loro influenza gravitazionale combinata ha velocemente disturbato qualunque troiano preesistente. Secondo questa teoria, l'attuale popolazione di troiani si sarebbe accumulata a partire dagli oggetti della fascia di Kuiper destabilizzati mentre Giove e Saturno recedevano lievemente dalla risonanza orbitale.
Il futuro a lungo termine dei troiani rimane ancora oggetto di questioni, in quanto le multiple deboli risonanze con Giove e Saturno fanno sì che essi abbiano un comportamento caotico nel corso del tempo. Inoltre, la frammentazione a seguito di collisioni impoverisce lentamente la popolazione dei troiani man mano che i frammenti vengono espulsi nello spazio; questi frammenti possono per breve tempo diventare dei satelliti di Giove o entrare a far parte di una classe di comete periodiche, la famiglia cometaria di Giove. Le simulazioni mostrano che circa il 17% dei troiani di Giove manifestano instabilità lungo intervalli di tempo pari all'età del sistema solare, e per questo si ritiene che la maggior parte sia stata espulsa dalla propria orbita molto tempo prima di oggi. Levison e colleghi ritengono che circa 200 troiani espulsi più grandi di 1 km potrebbero essere in viaggio attraverso il sistema solare interno ed avrebbero delle possibilità, seppur minime, di poter intersecare l'orbita della Terra.

## Troiani nel sistema solare
Il termine "troiano" è utilizzato genericamente per identificare dei corpi minori che presentano relazioni simili ai troiani di Giove con corpi più grandi: esistono quindi dei troiani di Marte e dei troiani di Nettuno, mentre Saturno possiede dei satelliti troiani. Le simulazioni suggeriscono che Saturno ed Urano possiedano un numero irrisorio di asteroidi troiani, forse addirittura nullo.
Sono state scoperte nei punti lagrangiani L4 e L5 della Luna due nubi di polveri chiamate nubi di Kordylewski che sono a tutti gli effetti satelliti troiani della Luna. È invece inappropriato il riferimento di alcune fonti a 3753 Cruithne come asteroide troiano della Terra.

### Titoli generali
- AA.VV, L'Universo - Grande enciclopedia dell'astronomia, Novara, De Agostini, 2002.
- J. Gribbin, Enciclopedia di astronomia e cosmologia, Milano, Garzanti, 2005, ISBN 88-11-50517-8.
- W. Owen, et al, Atlante illustrato dell'Universo, Milano, Il Viaggiatore, 2006, ISBN 88-365-3679-4.
- M. Rees, Universo. Dal big bang alla nascita dei pianeti. Dal sistema solare alle galassie più remote, Milano, Mondadori Electa, 2006,  p. 512.

### Titoli specifici

#### Sul sistema solare
- M. Hack, Alla scoperta del sistema solare, Milano, Mondadori Electa, 2003,  p. 264.
- (EN) Vari, Encyclopedia of the Solar System, Gruppo B, 2006,  p. 412, ISBN 0-12-088589-1.
- F. Biafore, In viaggio nel sistema solare. Un percorso nello spazio e nel tempo alla luce delle ultime scoperte, Gruppo B, 2008,  p. 146.

#### Su Giove
- (EN) Bertrand M. Peek, The Planet Jupiter: The Observer's Handbook, Londra, Faber and Faber Limited, 1981, ISBN 0-571-18026-4.
- (EN) Eric Burgess, By Jupiter: Odysseys to a Giant, New York, Columbia University Press, 1982, ISBN 0-231-05176-X.
- (EN) John H. Rogers, The Giant Planet Jupiter, Cambridge, Cambridge University Press, 1995, ISBN 0-521-41008-8.
- (EN) Reta Beebe, Jupiter: The Giant Planet, 2ª ed., Washington, Smithsonian Institute Press, 1996, ISBN 1-56098-685-9.
- (EN) AA.VV., The New Solar System, a cura di Kelly J. Beatty; Carolyn Collins Peterson; Andrew Chaiki, 4ª ed., Massachusetts, Sky Publishing Corporation, 1999, ISBN 0-933346-86-7.
- (EN) D. C. Jewitt; S. Sheppard ; C. Porco, F. Bagenal; T. Dowling; W. McKinnon, Jupiter: The Planet, Satellites and Magnetosphere (PDF), Cambridge, Cambridge University Press, 2004, ISBN 0-521-81808-7. URL consultato il 13 maggio 2009 (archiviato dall'url originale il 14 giugno 2007).
- (EN) Linda T. Elkins-Tanton, Jupiter and Saturn, New York, Chelsea House, 2006, ISBN 0-8160-5196-8.

#### Sugli asteroidi
- (EN) A. E. Nourse, The Asteroids, F. Watts, 1975,  p. 59, ISBN 0-531-00822-3.
- M. Rigutti, Comete, meteoriti e stelle cadenti: i corpi minori del sistema solare, Giunti, 1997,  p. 216, ISBN 88-09-21081-6.
- (EN) S. Bonar, Asteroids, Franklin Watts, 1999,  p. 64, ISBN 0-531-20367-0.
- (EN) E. C. Blair, Asteroids: Overview, Abstracts and Bibliography, Nova Publishers, 2002,  p. 252, ISBN 1-59033-482-5.
- (EN) D. Nardo, Eyes on the Sky: Asteroids, Kidhaven Press, 2002,  p. 48, ISBN 0-7377-0998-7.
- (EN) T. E. Bell, Comets, Meteors, Asteroids, and the Outer Reaches, Black Rabbit Books, 2003,  p. 48, ISBN 1-58340-289-6.
- (EN) G. L. Vogt, Asteroids, Capstone Press, 2006,  p. 24, ISBN 0-7368-4939-4.